# سيارة مفخخة

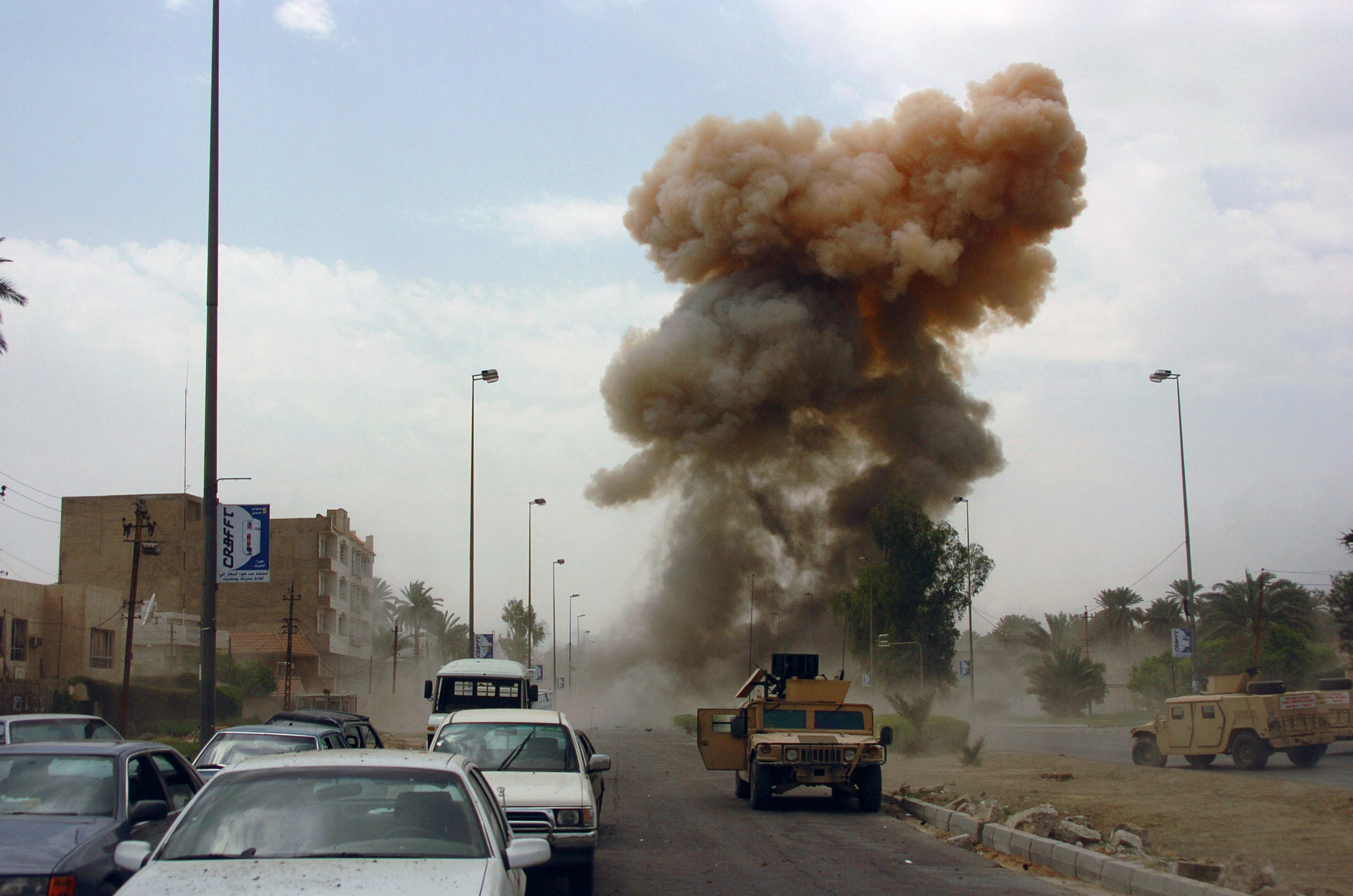
انفجار سيارة ملغمة في أحد شوارع العراق

السيارة مفخخة أو السيارة ملغمة، تعرف أيضا باسم جهاز متفجر مرتجل محمول على مركبة، سيارة بها جهاز مخصص للانفجار. قد تكون السيارة تحتوي على انتحاري أو قد يتم تفجيرها عن بُعد. هي سلاح معروف في عمليات الاغتيال وفي العمليات الإرهابية وحرب العصابات إما لقتل الشخص أو الأشخاص في العجلة المستهدفة أو الأشخاص حول موقع الانفجار أو تدمير المباني المجاورة لموقع الانفجار.

## الاستعمالات

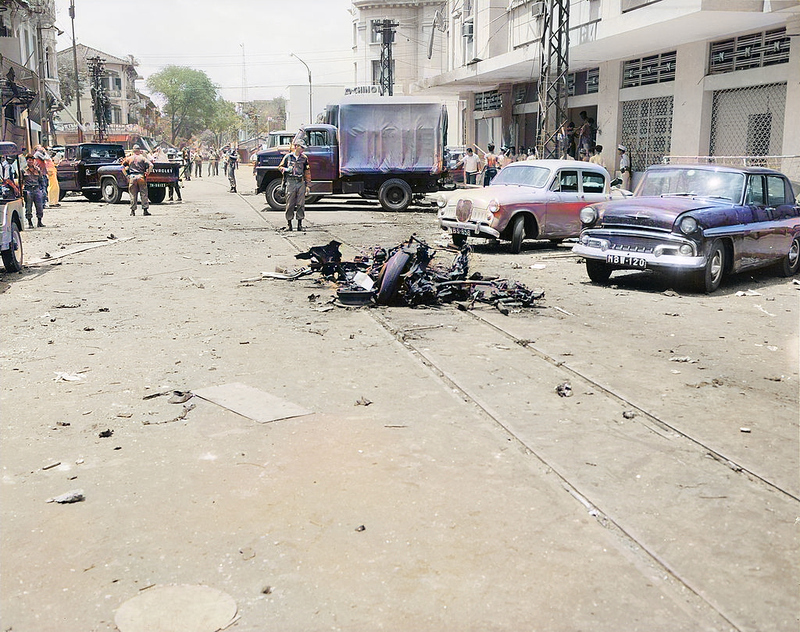
موقع تفجير سيارة ملغمة في سايغون في فيتنام عام 1965م.

### الاغتيال
السيارات المفخخة تستخدم في عمليات الاغتيال إما بزرع مادة متفجرة في عجلة الشخصية المستهدفة أو بتفجير سيارة أخرى قرب عجلة أو موكب الشخص المستهدف.

### الهجمات الانتحارية
تستخدم السيارة المفخخة في هجمات لأهداف معينة وقد يكون السائق هو الانتحاري أو قد يتم تفجيرها عن بُعد في سبيل إحداث أضرار مادية وبشرية بمبنى أو منطقة مستهدفة.

### أحجام السيارات المفخخة
حجم العجلة المفخخة قد يحدد مدى كمية المتفجرات التي يمكن حملها وليست بالضرورة أن تكون العجلة المفخخة سيارة فقد تكون شاحنة أو حافلة أو غيرها من العجلات.

## تاريخ السيارات الملغمة

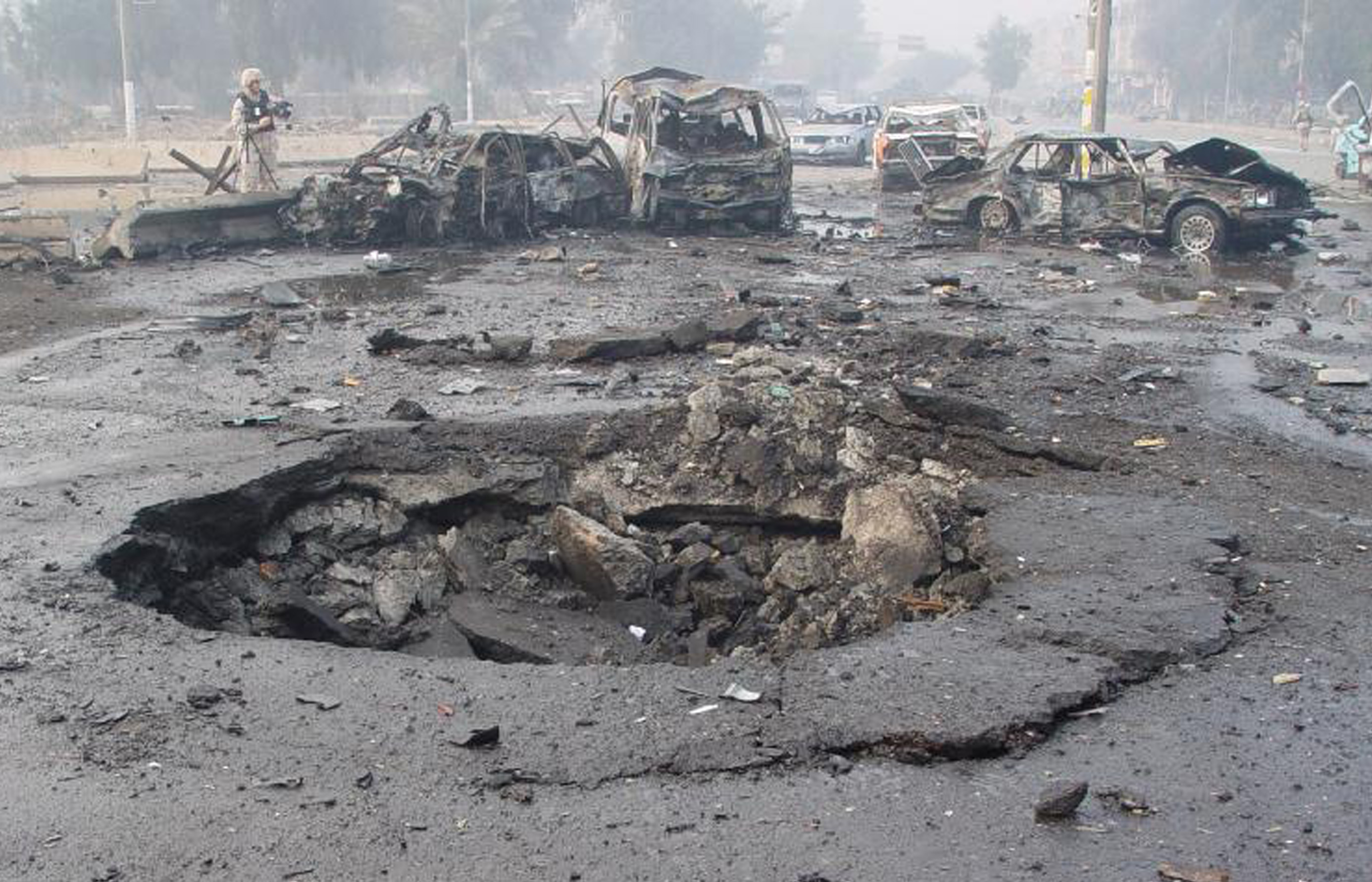
حفرة في الشارع بسبب تفجير سيارة مفخخة في بغداد

أول محاولة تفجير عجلة مفخخة لتنفيذ مراد سياسي كانت محاولة اغتيال السلطان العثماني عبد الحميد الثاني عام 1905 على يد الانفصاليين الأرمن.
و بعدها توالت العديد من عمليات الاستهداف بالعجلات المفخخة مثل:
- منظمة الجيش السري الفرنسية.
- مافيا صقلية خلال بدايات الستينيات.
- جماعة الفيت كونغ (VC) خلال حرب فيتنام.
- عمليات الجيش الجمهوري الإيرلندي الانفصالي عن بريطانيا.
- خلال عمليات جماعات «المجاهدين» خلال الحرب السوفياتية الأفغانية في أفغانستان.
- خلال الحرب الأهلية اللبنانية.
- انفصاليو نمور التاميل في سريلانكا.
- تنظيم القاعدة في العديد من المواقع حول العالم.
- المسلحون في العراق لعدة جماعات مسلحة أشهرها تنظيم القاعدة في العراق حيث يقدر عدد العجلات المفخخة التي استخدمت في العراق منذ حرب العراق عام 2003م ب 578 تفجير بسيارة ملغمة حتى شهر حزيران 2006.[1]